# ماهازوما
ماهازوما (به لاتین: Mahazoma) یک منطقهٔ مسکونی در ماداگاسکار است که در مائوتنانا (بخش) واقع شده‌است.
 ماهازوما  ۱۸٬۰۰۰ نفر جمعیت دارد و ۸۱ متر بالاتر از سطح دریا واقع شده‌است.